# 簡毓瑾
簡毓瑾（1982年10月24日—）是台灣女羽球選手，第一位曾在中華民國全國羽球排名賽女單、女雙及混雙都獲得冠軍的運動員，與程文欣搭檔的雙打在台灣有「黃金女雙」的美譽，曾經三度參加奧運，並曾在2010年世界羽毛球錦標賽奪得銅牌。畢業於國立臺灣師範大學運動與競技學系碩士班，目前在高雄中學擔任體育老師兼羽毛球隊教練。其丈夫謝裕興同為台灣羽球運動員，曾代表中華台北參加2008年夏季奧林匹克運動會。

## 簡歷

### 成長及出道
簡毓瑾的父親簡春生是高雄中學羽球隊的教練，因此從小耳濡目染。簡毓瑾從國小四年級開始打羽毛球，六年級時，在全國排名賽的乙組比賽中同時獲得女單、女雙及混雙冠軍，年僅12歲即成為甲組球員，創下當時台灣羽球新紀錄。
簡毓瑾一開始是以女子單打為主，更曾經被認為是台灣羽壇未來的女單接班人，2000年世界青年羽毛球錦標賽時，簡毓瑾不只在女子單打獲得銅牌，與臨時搭檔參加雙打比賽的程文欣更是直接闖入八強。世青賽之後，簡毓瑾的單打在國際賽場上表現不佳，但兼項的雙打卻連續兩年在日本羽毛球公開賽闖入四強。當時的教練認為，簡毓瑾雖然殺球質量很重並且兼具速度優勢，但是缺乏單打選手細膩的網前技術，反而是雙打因為兼備力量、速度和身材等優勢，更容易出頭。最後在眾人的勸說下，簡毓瑾轉而主戰雙打項目。

### 黃金女雙
簡毓瑾在所屬球團合作金庫羽球隊的教練安排下，放棄原本拿手的單打，自2002年開始與程文欣搭檔參加國際賽事。程在處理網前小球方面的能力較強，而簡則擅長攻擊，加上個性一剛一柔，在場上有著互補的效果。程/簡合作多年，創下多個台灣羽球的紀錄，除共奪10次全國女雙冠軍外，又三度稱霸中華台北羽球公開賽、兩奪亞洲羽毛球錦標賽亞軍；更以主力身分助中華台北隊突破歷來成績，勇奪2006年優霸盃季軍；故在台灣有「黃金女雙」之稱譽。
2004年8月，程文欣/簡毓瑾參加在澳洲雪梨舉辦的夏季奥林匹克运动会羽毛球比赛。她們在首輪先以直落二（15-0、15-10）輕取加拿大組合海倫·妮可/夏尔曼·丽德，但在16強賽時以1比2（13-15、15-8、5-15）敗於賽會第6種子，韓國的黃遊美/李孝貞。

#### 北京奧運八強
2008年8月，程文欣/簡毓瑾代表中華台北參加北京奧運會羽毛球女子雙打比賽，第二度出戰奧運。她們在首輪以直落二輕取南非對手，但在次圈遇上大會第三種子中國的魏軼力/張亞雯，最終以0比2（14-21、18-21）輸球，無緣晉級。

#### 首度拆夥
倫敦奧運後，程/簡兩人因為個性與價值觀不合，加上程文欣決定到國立中正大學擔任教練和講師，最後在同年的中華台北羽球公開賽奪冠之後正式拆夥，而簡毓瑾則改與周佳琦搭檔女雙出戰國際賽事。兩人拆夥時，世界各國的雙打組合皆在進行奧運後的重組，簡毓瑾與程文欣兩人所屬的球團為了確保雙打競爭力，在祭出退隊處分之後，兩人遂於2008年底重新搭配。

#### 世界排名登頂
程/簡重組之前，兩人的世界排名已經來到世界第三，正式重新搭配後，隨即在馬來西亞羽毛球超級賽闖進4強，接著又在韓國羽毛球超級賽稱后；連番的佳績令她們的世界排名在2009年1月底躍升至第一位，刷新台灣羽壇史上新紀錄。

#### 二度拆夥
2009年8月，程文欣因為與合作金庫羽球隊的合作結束加上個人生涯規劃而離隊，簡毓瑾因此在隊內安排下改與王沛蓉搭檔參加賽事，但該年年底兩人仍然一同參加世界羽聯超級系列賽總決賽。兩人在2010年3月的德國羽毛球大獎賽重新搭檔即闖入準決賽。在此之後，她們總共參加了14場比賽，當中奪得了三項冠軍、八項打進四強，結果在2010年9月底再度登上女雙世界第一寶座。

#### 倫敦奧運八強
2011年底，簡毓瑾與程文欣先後從合作金庫羽球隊轉隊到土地銀行羽球隊。2012年，程文欣/簡毓瑾代表中華台北參加倫敦奧運會羽毛球女子雙打比賽，是賽會中少數的三朝元老。她們在小組賽取得2勝1負，以小組首名的成績晉級；但在半準決賽以0比2（10-21、14-21）不敵最後的冠軍中國的趙芸蕾/田卿，只能追平自己在四年前北京奧運時的紀錄。倫敦奧運後，程文欣/簡毓瑾將再度因生涯規劃拆夥。程文欣表示，她們分開後會各自搭配年輕選手，以幫助她們成長。
2013年8月，簡毓瑾參加中國廣州舉行的世界羽毛球錦標賽，與吳玓蓉出戰女子雙打項目，在首圈就以0比2（19-21、19-21）負於日本的江藤理惠/脇田侑出局。

### 女子單打
簡毓瑾在女子單打項目亦有不錯的表現。在國內比賽，她曾在2006年及2008年兩度獲得中華民國全國羽球排名賽女子單打冠軍。而在國際賽事上，簡毓瑾除了曾經獲得世界青年羽毛球錦標賽女子單打銅牌之外，也曾在2005年中華台北羽球公開賽進入女單準決賽。2006年優霸盃賽事舉辦期間，簡毓瑾除了女子雙打，還曾多次兼項女子單打的比賽。

## 技術特點
簡毓瑾與程文欣雖曾多次傳出心結，但兩人在賽場上一攻一守，能夠互相彌補對方的不足，因此能夠在世界羽壇佔有一席之地。簡毓瑾身高有177公分，具有身高優勢，殺球也因此兼具速度與重量，前中國國家隊隊員、北京奧運會羽毛球女子雙打比賽金牌得主之一的杜婧亦曾表示簡毓瑾的殺球就像從兩層樓上打下來，不僅落點犀利，球威又重，是最不想碰上的對手之一。

## 個人生活
簡毓瑾的丈夫謝裕興也是台灣知名羽毛球選手，兩人就讀英明國中、高雄中學及國立台灣師範大學時都是同班同學，直到三年級時開始交往。兩人的愛情長跑12年，被稱作羽壇「神鵰俠侶」，一直到備戰2012年倫敦奧運的前一年才結婚。
簡毓瑾自2009年8月起，成為高雄中學的體育老師，並擔任該校羽毛球校隊教練，執教至今。

## 主要比賽成績
只列出曾進入準決賽的國際賽事成績：
| 年份   | 賽事                       | 公開賽級別 | 項目     | 搭檔   | 成績   |
| ------ | -------------------------- | ---------- | -------- | ------ | ------ |
| 2001年 | 日本羽毛球公開賽           |            | 女子雙打 | 程文欣 | 準決賽 |
| 2002年 | 中華台北羽毛球公開賽       |            | 女子雙打 | 程文欣 | 準決賽 |
| 2004年 | 美國羽毛球公開賽           |            | 女子雙打 | 程文欣 | 冠軍   |
| 2004年 | 中華台北羽毛球公開賽       |            | 女子雙打 | 程文欣 | 冠軍   |
| 2005年 | 中華台北羽毛球公開賽       |            | 女子單打 | －     | 準決賽 |
| 2005年 | 中華台北羽毛球公開賽       | 女子雙打   | 程文欣   | 冠軍   |        |
| 2005年 | 中華台北羽毛球公開賽       | 混合雙打   | 蔡佳欣   | 準決賽 |        |
| 2006年 | 中國羽毛球大師賽           |            | 女子雙打 | 程文欣 | 準決賽 |
| 2006年 | 亞洲羽毛球錦標賽           | 其他       | 女子雙打 | 程文欣 | 銀牌   |
| 2006年 | 優霸盃                     | 其他       | 女子團體 | －     | 銅牌   |
| 2006年 | 香港羽毛球公開賽           |            | 女子雙打 | 程文欣 | 準決賽 |
| 2006年 | 中國羽毛球公開賽           |            | 女子雙打 | 程文欣 | 準決賽 |
| 2006年 | 羽毛球世界盃               | 其他       | 女子雙打 | 程文欣 | 銅牌   |
| 2007年 | 菲律賓羽毛球公開賽         | 黃金大獎賽 | 女子雙打 | 程文欣 | 冠軍   |
| 2007年 | 瑞士羽毛球超級賽           | 超級賽     | 女子雙打 | 程文欣 | 準決賽 |
| 2007年 | 泰國羽毛球黃金大獎賽       | 黃金大獎賽 | 女子雙打 | 程文欣 | 準決賽 |
| 2007年 | 中華台北羽毛球黃金大獎賽   | 黃金大獎賽 | 女子雙打 | 程文欣 | 冠軍   |
| 2007年 | 世界大學生運動會羽毛球比賽 | 其他       | 女子雙打 | 程文欣 | 金牌   |
| 2007年 | 世界大學生運動會羽毛球比賽 | 其他       | 混合團體 | －     | 銅牌   |
| 2007年 | 澳門羽毛球黃金大獎賽       | 黃金大獎賽 | 女子雙打 | 程文欣 | 準決賽 |
| 2007年 | 法國羽毛球超級賽           | 超級賽     | 女子雙打 | 程文欣 | 準決賽 |
| 2007年 | 香港羽毛球超級賽           | 超級賽     | 女子雙打 | 程文欣 | 準決賽 |
| 2007年 | 俄羅斯羽毛球黃金大獎賽     | 黃金大獎賽 | 女子雙打 | 程文欣 | 亞軍   |
| 2008年 | 德國羽毛球大獎賽           | 大獎賽     | 女子雙打 | 程文欣 | 準決賽 |
| 2008年 | 印度羽毛球黃金大獎賽       | 黃金大獎賽 | 女子雙打 | 程文欣 | 冠軍   |
| 2008年 | 亞洲羽毛球錦標賽           | 其他       | 女子雙打 | 程文欣 | 銀牌   |
| 2008年 | 新加坡羽毛球超級賽         | 超級賽     | 女子雙打 | 程文欣 | 亞軍   |
| 2008年 | 泰國羽毛球黃金大獎賽       | 黃金大獎賽 | 女子雙打 | 程文欣 | 準決賽 |
| 2008年 | 中華台北羽毛球黃金大獎賽   | 黃金大獎賽 | 女子雙打 | 程文欣 | 冠軍   |
| 2008年 | 荷蘭羽毛球大獎賽           | 大獎賽     | 混合雙打 | 謝裕興 | 準決賽 |
| 2008年 | 紐西蘭羽毛球大獎賽         | 大獎賽     | 女子雙打 | 周佳琦 | 冠軍   |
| 2008年 | 紐西蘭羽毛球大獎賽         | 大獎賽     | 混合雙打 | 謝裕興 | 亞軍   |
| 2009年 | 馬來西亞羽毛球超級賽       | 超級賽     | 女子雙打 | 程文欣 | 準決賽 |
| 2009年 | 韓國羽毛球超級賽           | 超級賽     | 女子雙打 | 程文欣 | 冠軍   |
| 2009年 | 瑞士羽毛球超級賽           | 超級賽     | 女子雙打 | 程文欣 | 準決賽 |
| 2009年 | 大阪羽毛球國際挑戰賽       | 國際挑戰賽 | 混合雙打 | 謝裕興 | 冠軍   |
| 2009年 | 亞洲羽毛球錦標賽           | 其他       | 女子雙打 | 程文欣 | 銅牌   |
| 2009年 | 印尼羽毛球超級賽           | 超級賽     | 女子雙打 | 程文欣 | 準決賽 |
| 2009年 | 世界羽聯超級系列賽總決賽   | 超級賽     | 女子雙打 | 程文欣 | 準決賽 |
| 2009年 | 東亞運動會羽毛球比賽       | 其他       | 女子團體 | －     | 銀牌   |
| 2010年 | 德國羽毛球大獎賽           | 大獎賽     | 女子雙打 | 程文欣 | 準決賽 |
| 2010年 | 瑞士羽毛球超級賽           | 超級賽     | 女子雙打 | 程文欣 | 準決賽 |
| 2010年 | 亞洲羽毛球錦標賽           | 其他       | 女子雙打 | 程文欣 | 銅牌   |
| 2010年 | 新加坡羽毛球超級賽         | 超級賽     | 女子雙打 | 程文欣 | 準決賽 |
| 2010年 | 印尼羽毛球超級賽           | 超級賽     | 女子雙打 | 程文欣 | 亞軍   |
| 2010年 | 加拿大羽毛球大獎賽         | 大獎賽     | 女子雙打 | 程文欣 | 冠軍   |
| 2010年 | 加拿大羽毛球大獎賽         | 大獎賽     | 混合雙打 | 李勝木 | 冠軍   |
| 2010年 | 美國羽毛球黃金大獎賽       | 黃金大獎賽 | 女子雙打 | 程文欣 | 冠軍   |
| 2010年 | 美國羽毛球黃金大獎賽       | 黃金大獎賽 | 混合雙打 | 李勝木 | 冠軍   |
| 2010年 | 澳門羽毛球黃金大獎賽       | 黃金大獎賽 | 女子雙打 | 程文欣 | 冠軍   |
| 2010年 | 中華台北羽毛球黃金大獎賽   | 黃金大獎賽 | 女子雙打 | 程文欣 | 準決賽 |
| 2010年 | 世界羽毛球錦標賽           | 其他       | 混合雙打 | 李勝木 | 銅牌   |
| 2010年 | 中國羽毛球大師賽           | 超級賽     | 女子雙打 | 程文欣 | 準決賽 |
| 2010年 | 日本羽毛球超級賽           | 超級賽     | 女子雙打 | 程文欣 | 準決賽 |
| 2010年 | 香港羽毛球超級賽           | 超級賽     | 女子雙打 | 程文欣 | 亞軍   |
| 2010年 | 香港羽毛球超級賽           | 超級賽     | 混合雙打 | 李勝木 | 準決賽 |
| 2010年 | 世界羽聯超級系列賽總決賽   | 超級賽     | 女子雙打 | 程文欣 | 準決賽 |
| 2011年 | 韓國羽毛球首要超級賽       | 首要超級賽 | 女子雙打 | 程文欣 | 準決賽 |
| 2011年 | 泰國羽毛球黃金大獎賽       | 黃金大獎賽 | 混合雙打 | 李勝木 | 冠軍   |
| 2011年 | 美國羽毛球黃金大獎賽       | 黃金大獎賽 | 女子雙打 | 程文欣 | 準決賽 |
| 2011年 | 加拿大羽毛球大獎賽         | 大獎賽     | 女子雙打 | 程文欣 | 亞軍   |
| 2011年 | 中華台北羽毛球黃金大獎賽   | 黃金大獎賽 | 女子雙打 | 程文欣 | 準決賽 |
| 2011年 | 日本羽毛球超級賽           | 超級賽     | 女子雙打 | 程文欣 | 亞軍   |
| 2012年 | 澳洲羽毛球黃金大獎賽       | 黃金大獎賽 | 女子雙打 | 程文欣 | 亞軍   |
| 2012年 | 新加坡羽毛球超級賽         | 超級賽     | 女子雙打 | 程文欣 | 亞軍   |
| 2012年 | 越南羽毛球大獎賽           | 大獎賽     | 女子雙打 | 吳玓蓉 | 準決賽 |
| 2012年 | 韓國羽毛球黃金大獎賽       | 黃金大獎賽 | 混合雙打 | 廖冠皓 | 準決賽 |

| 2007-2017年 | 首要超級賽 | 超級賽 | 黃金大獎賽 | 大獎賽 | 國際挑戰賽 | 國際系列賽 | 未來系列賽 | 其他 |

### 奧運會和世錦賽參賽紀錄
|          | 搭檔   | 2001 | 2003 | 2004 | 2005 | 2006 | 2007 | 2008 | 2009 | 2010 | 2011 | 2012 | 2013 |
| -------- | ------ | ---- | ---- | ---- | ---- | ---- | ---- | ---- | ---- | ---- | ---- | ---- | ---- |
| 女子單打 | －     | 64強 | 32強 | －   | －   | 64強 | －   | －   | －   | －   | －   | －   | －   |
|          |        |      |      |      |      |      |      |      |      |      |      |      |      |
| 女子雙打 | 程文欣 | －   | －   | 16強 | 16強 | 8強  | －   | 8強  | 8強  | 季軍 | 32強 | 8強  | －   |
| 女子雙打 | 吳玓蓉 | －   | －   | －   | －   | －   | －   | －   | －   | －   | －   | －   | 48強 |
|          |        |      |      |      |      |      |      |      |      |      |      |      |      |
| 混合雙打 | 胡崇賢 | －   | －   | －   | 32強 | －   | －   | －   | －   | －   | －   | －   | －   |
| 混合雙打 | 謝裕興 | －   | －   | －   | －   | －   | －   | －   | 48強 | －   | －   | －   | －   |
| 混合雙打 | 李勝木 | －   | －   | －   | －   | －   | －   | －   | －   | 季軍 | 16強 | －   | －   |

## 主要對賽紀錄
簡毓瑾與主要對手的對賽成績如下（只列出對賽五次或以上對手，截至2017年8月8日）：
女雙 - 程文欣
| 對手                                      | 對賽次數 | 對賽結果 | 對賽結果 | 總計 |
| 對手                                      | 對賽次數 | 勝       | 負       | 總計 |
| ----------------------------------------- | -------- | -------- | -------- | ---- |
| 黃佩蒂 陳儀慧                             | 13       | 8        | 5        | +3   |
| 高崚 黃穗                                 | 13       | 0        | 13       | -13  |
| 張潔雯 楊維                               | 13       | 0        | 13       | -13  |
| 前田美順 末綱聰子                         | 12       | 11       | 1        | +10  |
| 卡米拉·呂特·尤爾 莉娜·弗埃爾·克里斯蒂安森 | 8        | 5        | 3        | +2   |
| 于洋 杜婧                                 | 8        | 0        | 8        | -8   |
| 李羽佳 江彦媚                             | 7        | 7        | 0        | +7   |
| 姚蕾 欣塔·穆利亞·薩里                     | 7        | 4        | 3        | +1   |
| 垣岩令佳 藤井瑞希                         | 6        | 4        | 2        | +2   |
| 莉塔·努利塔 裘·諾維塔                     | 6        | 4        | 2        | +2   |
| 金旼貞 河貞恩                             | 6        | 3        | 3        | 0    |
| 李敬元 李孝貞                             | 6        | 3        | 3        | 0    |
| 梅利亞娜·喬哈里 格雷西婭·波利             | 5        | 4        | 1        | +3   |
| 松尾靜香 內藤真實                         | 5        | 3        | 2        | +1   |
| 格雷西婭·波利 裘·諾維塔                   | 5        | 3        | 2        | +1   |
| 魏軼力 張亞雯                             | 5        | 1        | 4        | -3   |
| 其他選手                                  | 273      | 213      | 60       | +153 |
| 總計                                      | 398      | 273      | 125      | +148 |